# Birgit Busk
Birgit Busk (født 14. marts 1931 i Lyngby Sogn på Djursland, død 19. september 2018) var en dansk politiker som var medlem af Folketinget fra 1973 til 1975. Hun var medlem af partiet De Uafhængige, som indgik i valgteknisk samarbejde med Fremskridtspartiet ved folketingsvalget i 1973, så hun blev valgt på Fremskridtspartiets liste. Busk var medlem af Fremskridtspartiets gruppe i Folketinget indtil 21. februar 1974, hvorefter hun repræsenterede De Uafhængige i Folketinget.
Busk, som var datter af gårdejer Arne Friis, havde præliminæreksamen. Hun havde arbejde inden for flere forskellige områder og har været husassistent, fodermester, rigstelefondame, korrespondent, kasserer, bogholderiassistent og bogholder.
Hun var formand for lejerforeningen Byparken 1970-1971 og sekretær i De Uafhængiges valgsekretariatet fra 1971 til 1973.
Da De Uafhængige og Centerpartiet indgik i valgteknisk samarbejde med Fremskridtspartiet, blev hun opstillet på Fremskridtspartiets liste i Bispebjergkredsen og Bispeengkredsen ved folketingsvalget i 1973. Ved valget opnåede hun 2.575 stemmer, hvoraf de 809 var personlige stemmer, hvilket gav hende et kredsmandat i Østre Storkreds.
Hun var medlem af Fremskridtspartiets folketingsgruppe indtil 21. februar 1974 hvor hun oprettede en folketingsgruppe for De Uafhængige, som hun så repræsenterede i Folketinget frem til næste valg i 1975. Ved folketingsvalget i 1975 stillede hun op i Bispebjergkredsen uden for partierne. Hun opnåede 55 stemmer og mistede sin plads i Folketinget.